# Basilique Notre-Dame-des-Ports-Salvateurs-et-Saint-Dominique de La Valette
La basilique Notre-Dame-des-Ports-Salvateurs-et-Saint-Dominique (en maltais : Bażilika u Parroċċa Matriċi tal-Madonna tal-Portu Salvu u ta' San Duminku) est une église catholique romaine située à La Valette, capitale de Malte. Elle est administrée par les Dominicains dont le couvent jouxte l'église. Elle est consacrée à la Vierge des ports salvateurs en raison de la dévotion de nombreux marins.

## Première église
Après le grand siège de 1565, le grand maître Pietro del Monte attribue un terrain pour la construction d'une nouvelle église et en confie la charge aux Dominicains. Par sa bulle apostolique Ex Debito Pastoralis du 2 juillet 1571, le pape Pie V la désigne comme paroisse principale de la nouvelle cité de La Valette. La construction est confiée à l'architecte maltais Ġlormu Cassar. Le bâtiment est achevé en 1585. 

## Basilique actuelle
L'église originelle est abîmée par le séisme du 11 janvier 1693 puis par plusieurs tempêtes. Elle est déclarée dangereuse le 24 juillet 1780. Vingt-cinq ans après cette fermeture, une nouvelle église est reconstruite selon le même plan et rouverte le 15 mai 1815. Le 25 mars 1816, elle est élevée à la dignité de basilique mineure. L'église est dédicacée le 15 octobre 1889 par l'évèque de Malte, Pietro Pace.
L'église est répertoriée sur l'Inventaire national de la propriété culturelle de l'archipel maltais.

## Galerie d'images

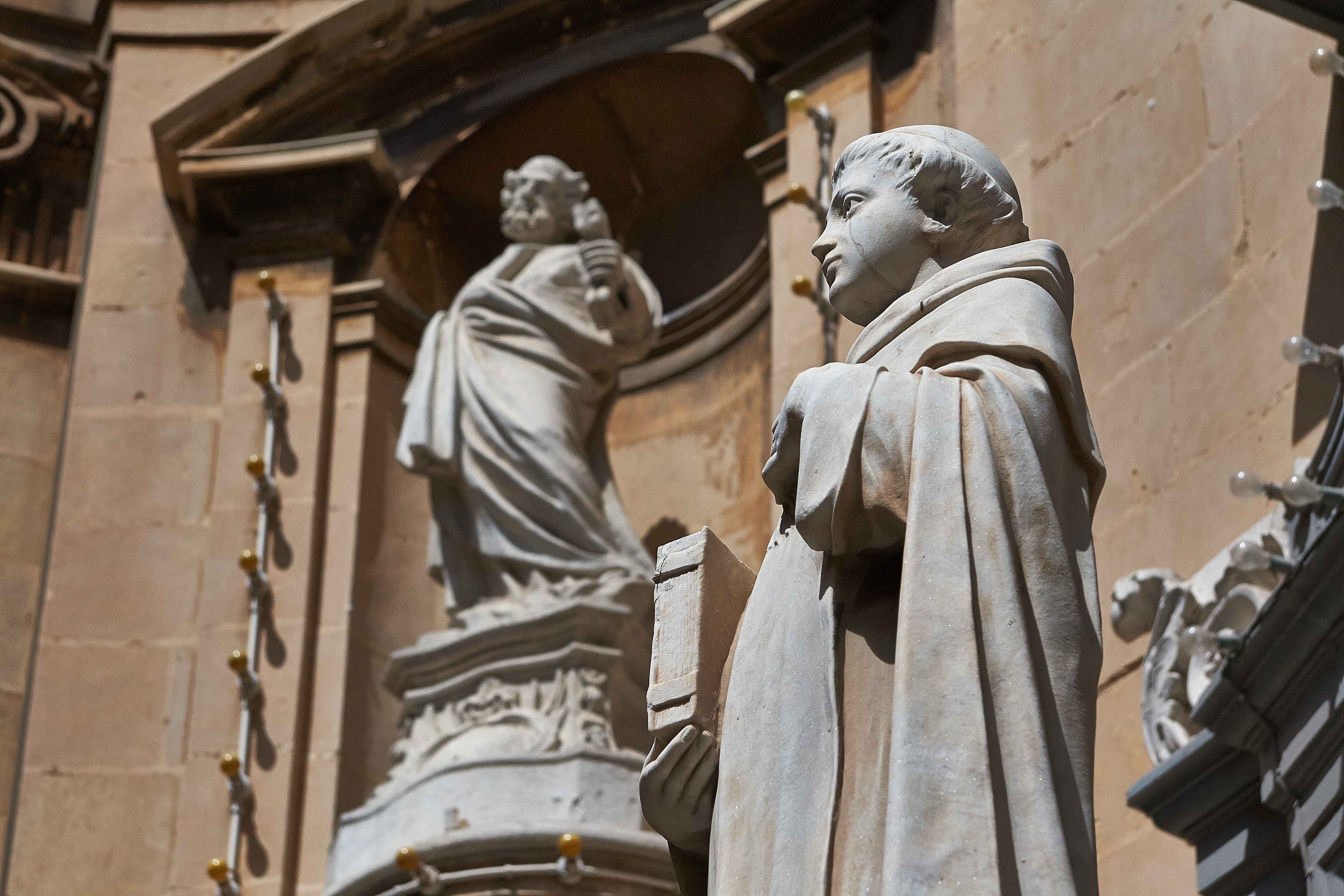
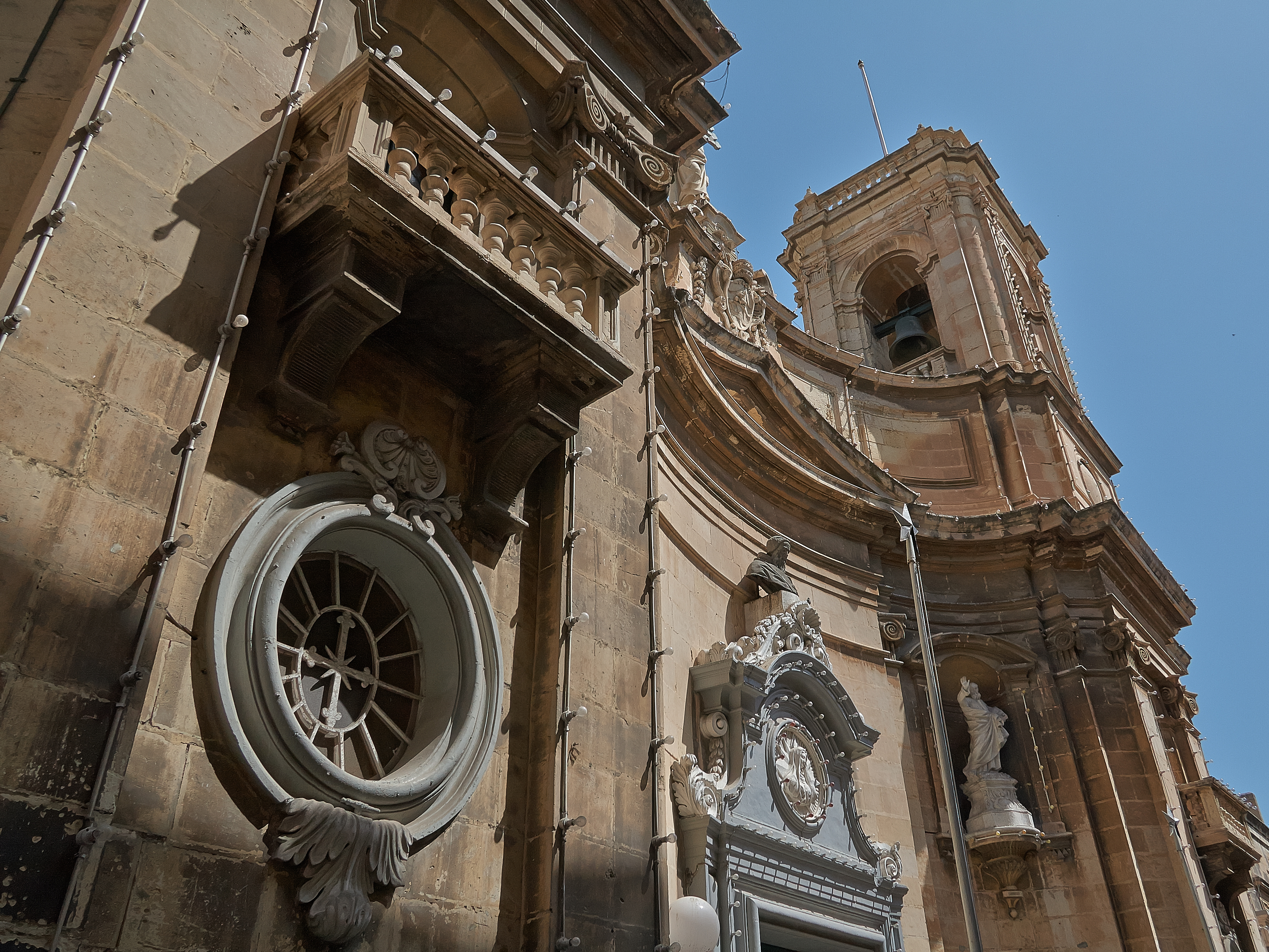
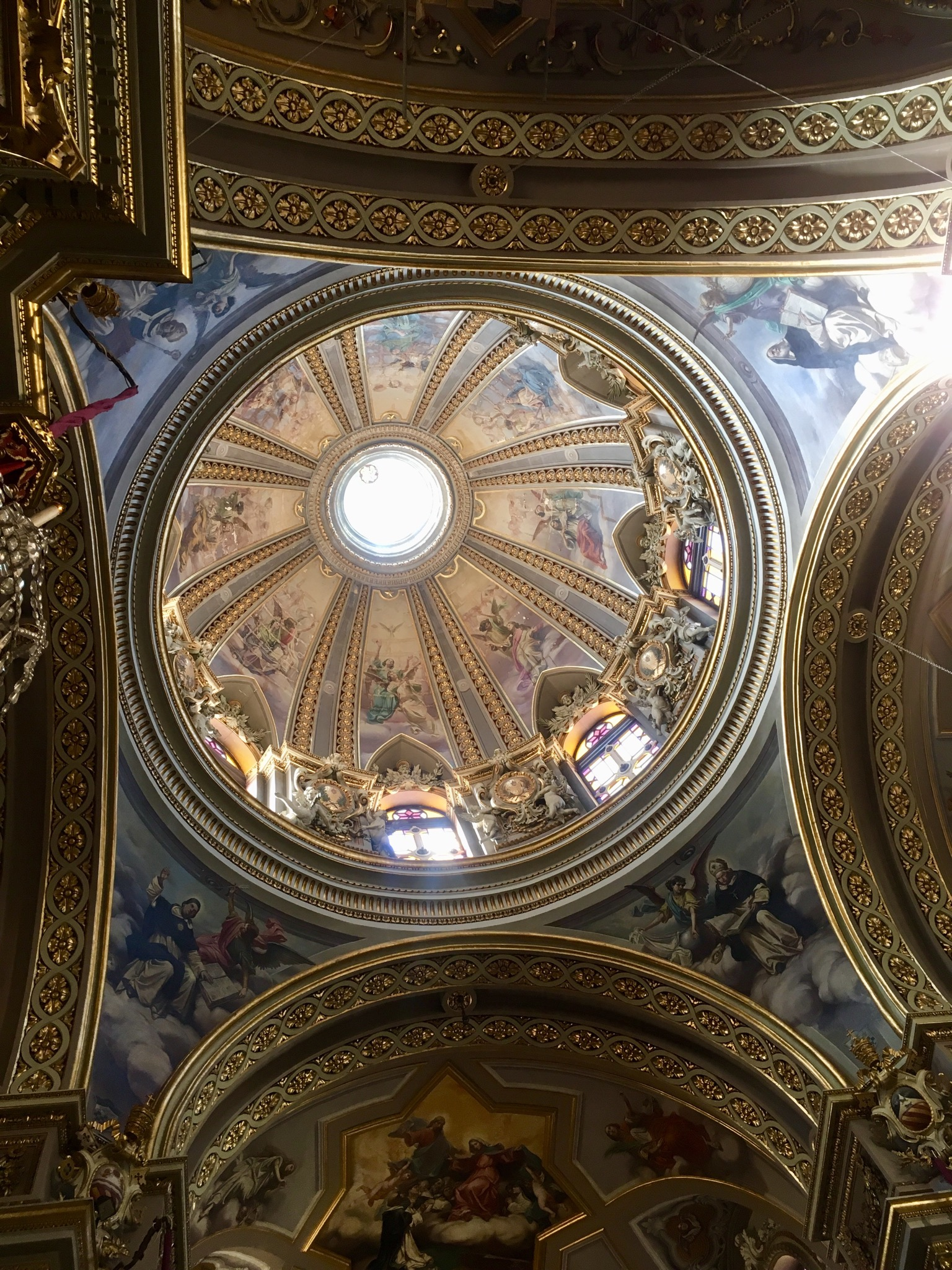
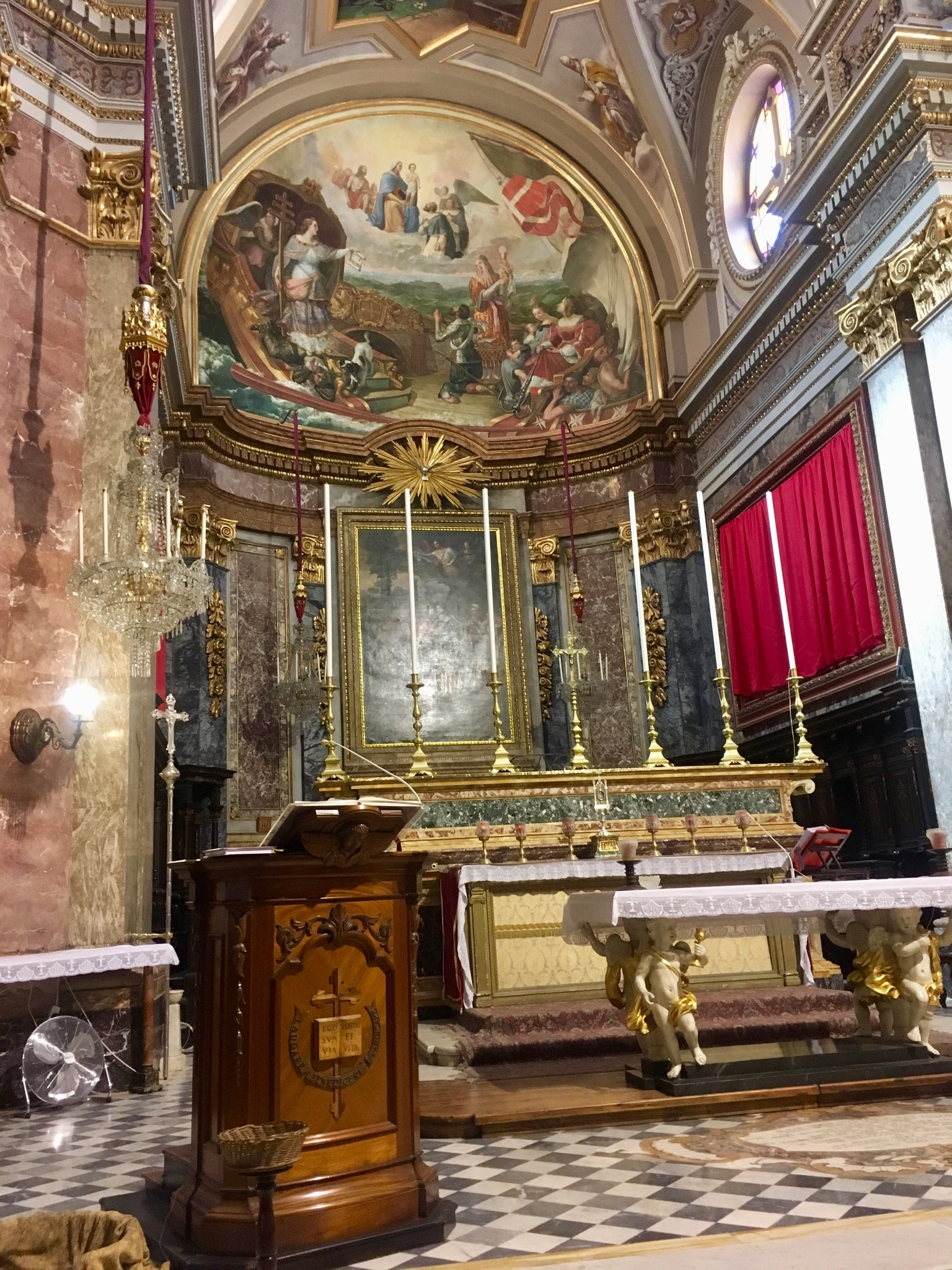
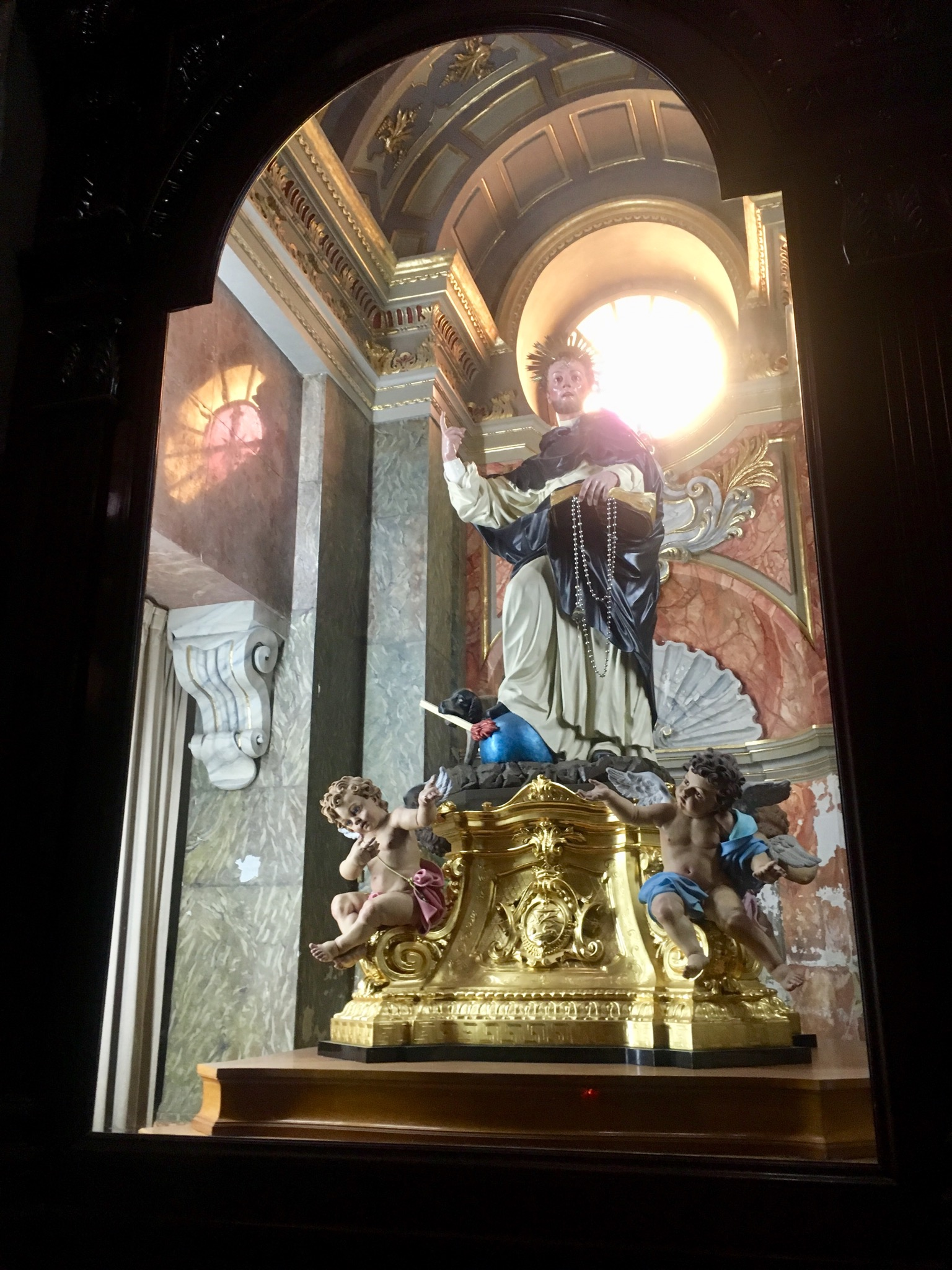
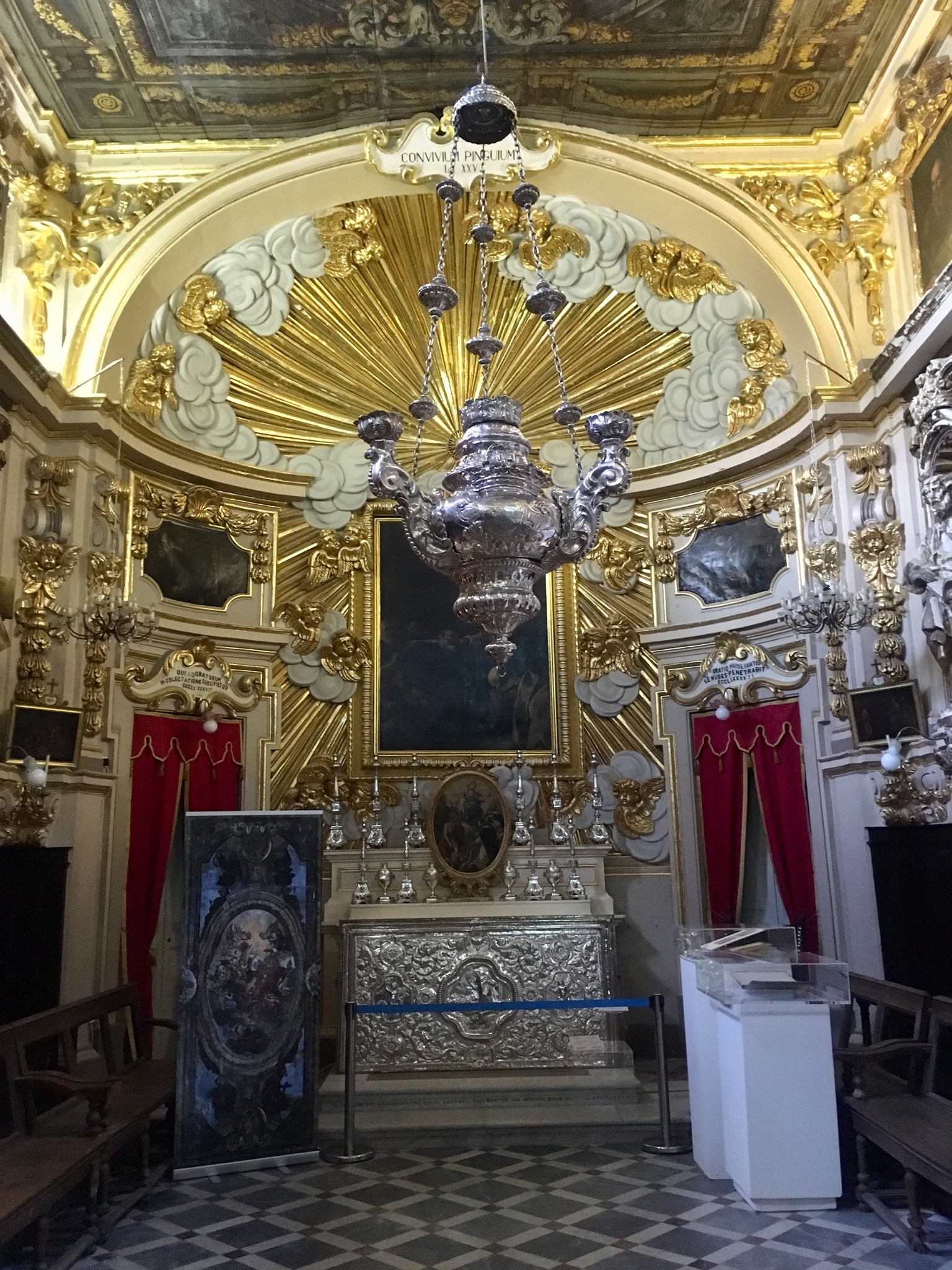